# Peder Arvidsson Kåse

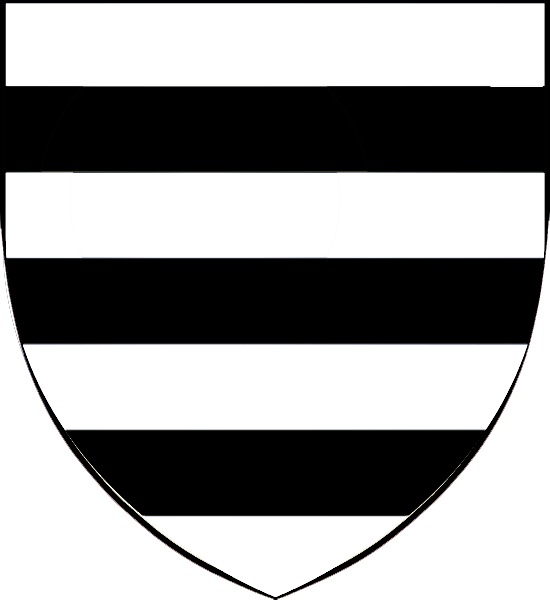
vapen för ätten Kåse

Peder Arvidsson Kåse, född första halvan av 1500-talet, död omkring 1605, svensk adelsman, ryttmästare och kronobefallningsman, son till Arvid Pedersson Kåse och Margareta Birgersdotter Drake. 
Peder Arvidsson Kåse underskrev adelns trohetsförsäkran till Erik XIV 1561 och var ryttmästare för västra Smålands fana av Smålands ryttare under kung Eriks krig mot Danmark 1567–1568. Peder Arvidsson Kåse underskrev 1568 adelns trohetsförsäkran till Johan III. Våren 1569 övergick Peder Arvidsson Kåse med sin fana till Estland och var en tid kommendant i Narva. Senare samma år mönstrade han åter med sin fana i Jönköping. Peder Arvidsson Kåse innehade också samma år Hallaryds socken i förläning och 1573 bevistade han riksdagen i Stockholm. 20 år senare, 1593, underskrev Peder Arvidsson Kåse Uppsala mötes beslut. Han var kronobefallningsman i Sunnerbo 1596 och ännu 1604. 11 mars 1600 fick Peder Arvidsson Kåse åter Hallaryds socken i förläning. Fyra år senare, 1604, sålde han Berga i Styrestads socken till hustruns systerson Truls Rosenstråle.
Peder Arvidsson Kåse var bosatt i Öjhult, Pjätteryds socken, Sunnerbo härad, idag tillhörande Älmhults kommun, Kronobergs län, Småland. Han var gift med Margareta Trulsdotter och de hade barnen Truls, Anders, Kerstin, Arvid, Malin, Märta, Ingeborg, Karin och Margareta.